# أنتوني كافناغ
أنتوني كافناغ هو مقدم تلفزيوني ومغني وممثل كندي، ولد في 26 سبتمبر 1969 في Greenfield Park, Quebec ‏ في كندا.

## وصلات خارجية
- الموقع الرسمي
- أنتوني كافناغ على موقع IMDb (الإنجليزية)
- أنتوني كافناغ على موقع IMDb (الإنجليزية)
- أنتوني كافناغ على موقع ألو سيني (الفرنسية)
- أنتوني كافناغ على موقع ميوزك برينز (الإنجليزية)
- أنتوني كافناغ على موقع أول موفي (الإنجليزية)
- أنتوني كافناغ على موقع ديسكوغز (الإنجليزية)
- أنتوني كافناغ على موقع قاعدة بيانات الفيلم (الإنجليزية)
- أنتوني كافناغ على موقع كينوبويسك (الروسية)